# José Tarcaniota

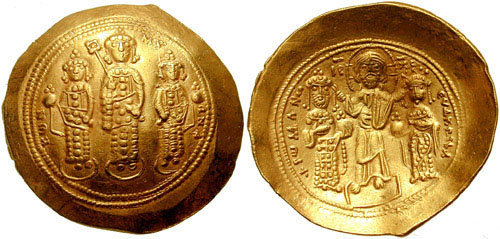
Histameno de r.

José Tarcaniota (em grego: Ιωσήφ Ταρχανειώτης; romaniz.: Ioséph Tarchaneiótes; m. 1074) foi um general bizantino ativo durante o reinado do imperador Romano IV Diógenes (r. 1068–1071), que participou na campanha que culminou na decisiva batalha de Manzicerta de 1071 contra os invasores turcos seljúcidas. Foi titular duma série de postos importantes, principalmente militares, como o de duque de Antioquia, posição que manteve até sua morte.

## Biografia
José Tarcaniota, um experimente militar, foi o segundo-em-comando na operação bizantina em Manzicerta, com cerca de 30–40 mil soldados sob seu comando. Durante a marcha, José Tarcaniota e Nicéforo Briênio, o Velho quiseram manter o exército unido e ficar onde pudessem controlar a disponibilidade de suprimentos e sugeriram ao imperador que esperassem o inimigo na Capadócia ou em Teodosiópolis.
Romano IV, seguindo o conselho dos demais comandantes, dividiu o exército em Teodosiópolis: João Tarcaniota foi enviado com mais da metade do exército para seguir Roussel de Bailleul, que controlava os mercenários francos e pechenegues e foi enviado para saquear Queliate (atual Aquelate). José opôs-se a divisão do exército. Romano IV enviou mensageiros de Manzicerta para Queliate para convocar os comandantes com suas tropas para a iminente batalha, porém eles falharam em sua missão, pois José Tarcaniota, talvez por medo, fugiu pelo território bizantino da Mesopotâmia e evitou o confronto. Roussel de Bailleul, do mesmo modo, evitou o confronto por influência de José.
Descrito por Miguel Ataliata como um distinto homem, e por Nicéforo Briênio, o Jovem como "habilidoso em táticas e resoluções militares", sabe-se por meio de seus selos sobreviventes e algumas menções nas obras contemporâneas que José Tarcaneiota foi proedro (1071-1074), protoproedro, estratarca, magistro (1066), duque do Ocidente inteiro (1071) e duque de Antioquia (1071-1074). Faleceu em 1074, enquanto ainda duque de Antioquia, e foi substituído no posto por seu filho Catacalo Tarcaniota. Sua morte provocou grandes tumultos na cidade e provocou a revolta de Filareto Bracâmio.